# Kanton Ploemeur
Der Kanton Ploemeur (bretonisch Kanton Plañvour) ist seit 1982 ein französischer Wahlkreis im Arrondissement Lorient, im Département Morbihan und in der Region Bretagne; sein Hauptort ist Ploemeur.

## Lage
Der Kanton liegt im Süden des Départements Morbihan westlich der Stadt Lorient.

## Gemeinden
Der Kanton besteht aus drei Gemeinden mit insgesamt 36.147 Einwohnern (Stand: 1. Januar 2022) auf einer Gesamtfläche von 70,92 km²:
| Gemeinde        | Bretonisch | Einwohner (2022) | Fläche (km²) | Code postal | Code Insee |
| --------------- | ---------- | ---------------- | ------------ | ----------- | ---------- |
| Larmor-Plage    | An Arvor   | 8.368            | 7,27         | 56260       | 56107      |
| Ploemeur        | Plañvour   | 18.873           | 39,72        | 56270       | 56162      |
| Quéven          | Kewenn     | 8.906            | 23,93        | 56530       | 56185      |
| Kanton Ploemeur | Plañvour   | 36.147           | 70,92        | -           | 5612       |

### Kanton Ploemeur bis 2015
Der alte Kanton Ploemeur umfasste bis zur landesweiten Neugliederung der Kantone 2015 zwei Gemeinden auf einer Fläche von 46,99 km². Diese waren: Larmor-Plage und Ploemeur (Hauptort).

## Bevölkerungsentwicklung
| 1962   | 1968   | 1975   | 1982   | 1990   | 1999   | 2006   | 2012   |
| ------ | ------ | ------ | ------ | ------ | ------ | ------ | ------ |
| 11.481 | 12.966 | 14.954 | 19.828 | 25.715 | 26.774 | 26.883 | 26.094 |